# Temescal Wash
Der Temescal Wash (inoffiziell Temescal Creek) ist ein Fluss im Riverside County in Kalifornien. Er entspringt aus dem See Lake Elsinore und führt in nordwestlicher Richtung durch mehrere Täler und Canyons bis nach Corona, wo er in den Santa Ana River mündet. Mit einem 2200 km² großen Einzugsgebiet ist der Temescal Wash dessen wichtigster Zufluss.

## Geografie
Über den Temescal Wash wird hydrologisch betrachtet das Wasser aus dem 1900 km² großen Einzugsgebiet des San Jacinto Rivers in den Santa Ana River und über ihn in den Pazifischen Ozean geleitet. Dabei entspringt der Fluss aus dem Lake Elsinore auf einer Höhe von 379 m und führt über eine Länge von 32 km nach Corona, wo er auf 153 m in den Santa Ana River mündet.
Der Fluss fließt im Regenschatten der Santa Ana Mountains durch trockenes Gebiet, weshalb er nur zeitweise auf seiner ganzen Strecke Wasser führt.

### Wasserlauf
Heute beginnt der Temescal Wash als Elsinore Spillway Channel am Lake Elsinore und dient bei Hochwasser zur Entlastung des Sees. Er führt weiter durch die Stadt Lake Elsinore, danach in Richtung Nordwesten durchs Warm Springs Valley. Dort fließt er mit Wasson Canyon Wash zusammen und passiert eine Kläranlage. Ab seinem Zusammenfluss mit Arroyo Del Toro ist der Temescal Wash ein natürlicher Wasserlauf. Er führt nun durch den Walker Canyon und trifft auf Höhe von Alberhill auf Rice Canyon Wash. Hiernach kreuzt er die Interstate 15, fließt mit Horsetheif Canyon Creek zusammen und danach in den Lee Lake. Dieser entsteht durch Stauung des Temescal Washs mittels eines Erddamms. Hiernach mündet Indian Canyon Creek in den Temescal Wash. Hier wird der Flusslauf im Nordwesten von den Santa Ana Mountains begrenzt. In einem weiteren Canyon führt der Temescal Wash abwärts. Hier biegt sich der Wasserlauf in einen Halbkreis um den Gebirgszug und führt nördlich vom Lee Lake weiter, wo er in das Temescal Valley eintritt. Hiernach passiert der Canyon Wash den Estelle Mountain Canyon und ein natürliches Flussbett, ehe er mit einigen Bächen, nämlich Mayhew Canyon Wash, Dawson Canyon Wash, Coldwater Canyon Creek, Brown Canyon Wash, Olsen Canyon Wash, Cajalco Canyon Wash, Bedford Canyon Wash und Joseph Canyon Wash, zusammentrifft, ehe er in den Temescal Canyon eintritt. Nördlich von El Cerrito trifft der Bach zum zweiten Mal auf einen Stausee und tritt aus diesem als Kanal wieder aus. Er führt durch den nördlichen Teil von Corona, fließt mit Main Street Canyon Wash und Oak Avenue Drain zusammen und trifft danach auf das Prado Flood Control Basin, das durch den Prado Dam entstanden ist, der den Santa Ana River aufstaut. In diesem Sumpfgebiet mündet der Temescal Wash schließlich in den Santa Ana River. Bei Hochwasser wird das Mündungsgebiet zu einem eigenen See, sodass der Zusammenfluss der beiden Flüsse nicht mehr als solcher zu erkennen ist.

## Geschichte
Vor 1886 führte der Temescal Wash deutlich mehr Wasser als heute. Im Mai desselben Jahres wurde die South Riverside Land and Water Company gegründet, die Ländereien im Umland kaufte, eine Siedlung namens South Riverside gründete und sich auch die Rechte am Temescal Wash, seinen Zuflüssen und dem Lee Lake sicherte. Dämme und Pipelines wurden angelegt, um das Wasser nach South Riverside zu leiten. Ab 1889 versorgte die neu geschaffene Temescal Water Company die Siedlung. Sie erwarb alle Gebiete mit Gewässern im Temescal Valley und begann, durch Bohrungen Artesische Brunnen zu errichten; das erste Wasser wurde aus fast 100 m Tiefe emporgeholt. Als die Wasserspiegel zu sanken begannen, mussten Pumpwerke die Nachfrage nach Wasser decken. Später lief das Wasser sowohl vom Temescal Wash selbst als auch vom Coldwater Canyon Creek nur noch durch Pipelines. Quellgebiete wurden entwässert, und so wurde das Temescal Valley mit der Zeit trocken und wüst. Farmen und Obstgärten mussten aufgegeben werden.